# Elecciones generales de Luxemburgo de 1994
Las elecciones generales de Luxemburgo fueron realizadas el 12 de junio de 1994, junto con las elecciones del Parlamento Europeo. El Partido Popular Social Cristiano se posicionó como el partido más grande, obteniendo 21 de los 60 escaños en la Cámara de Diputados. A pesar de ello, el Partido Socialista Obrero Luxemburgués, continuó con su gobierno de coalición.

## Candidatos
| Lista # | Partido                                                             | Hicieron campaña en | Hicieron campaña en | Hicieron campaña en | Hicieron campaña en | Escaños existentes |
| Lista # | Partido                                                             | Centro              | Est                 | Nord                | Sud                 | Escaños existentes |
| ------- | ------------------------------------------------------------------- | ------------------- | ------------------- | ------------------- | ------------------- | ------------------ |
| 1       | Partido Socialista Obrero Luxemburgués (LSAP)                       |                     |                     |                     |                     | 18                 |
| 2       | Movimiento Nacional                                                 |                     |                     |                     |                     | 0                  |
| 3       | Los Verdes                                                          |                     |                     |                     |                     | 4                  |
| 4       | Partido Popular Social Cristiano (CSV)                              |                     |                     |                     |                     | 21                 |
| 5       | Comité de Acción por la Democracia y la Justicia de Pensiones (ADR) |                     |                     |                     |                     | 4                  |
| 6       | Partido Comunista (KPL)                                             |                     |                     |                     |                     | 0                  |
| 7       | Partido Democrático (DP)                                            |                     |                     |                     |                     | 12                 |
| 8       | Grupo de Soberanía de Luxemburgo (GLS)                              |                     |                     |                     |                     | 0                  |
| 9       | Nueva Izquierda                                                     |                     |                     |                     |                     | 0                  |
| 10      | Partido de los Derechos Humanos, Independientes y Neutrales (NOMP)  |                     |                     |                     |                     | 0                  |
| 11      | Asociación de Luxemburgo para un Futuro Mejor (ALFA)                |                     |                     |                     |                     | 0                  |
| 12      | Partido por las Políticas Regionales y Reales (PRP)                 |                     |                     |                     |                     | 0                  |

## Resultados
| Partido                                                          | Votos   | %*   | Escaños | +/-   |
| ---------------------------------------------------------------- | ------- | ---- | ------- | ----- |
| Partido Popular Social Cristiano (CSV)                           | 887 651 | 30.3 | 21      | –1    |
| Partido Socialista Obrero Luxemburgués (LSAP)                    | 797 450 | 25.4 | 17      | –1    |
| Partido Democrático (DP)                                         | 548 246 | 19.3 | 12      | +1    |
| Los Verdes                                                       | 303 991 | 9.9  | 5       | +1    |
| Comité de Acción por la Democracia y Justicia de Pensiones (ADR) | 244 045 | 9.0  | 5       | +1    |
| Movimiento Nacional                                              | 82 851  | 2.6  | 0       | 0     |
| Partido Comunista de Luxemburgo (KPL)                            | 57 646  | 1.7  | 0       | –1    |
| Nueva Izquierda                                                  | 25 940  | 0.7  | 0       | Nuevo |
| Partido por los Derechos Humanos, Independientes y Neutrales     | 18 843  | 0.5  | 0       | Nuevo |
| Grupo de Soberanía de Luxemburgo                                 | 16 160  | 0.5  | 0       | Nuevo |
| Otros partidos                                                   | 4 910   | 0.1  | 0       | –     |
| Votos en blancos/nulos                                           | 12 448  | –    | –       | –     |
| Total                                                            | 191 724 | 100  | 60      | –     |
| Participación electoral                                          | 217 131 | 88.3 | –       | –     |
| Fuente: Nohlen & Stöver                                          |         |      |         |       |

*El porcentaje de los votos no está relacionado con los números en la tabla, ya que los votantes podían emitir más votos en algunas circunscripciones que otras, sino que se calcula con base en la proporción de votos obtenidos en cada circunscripción.

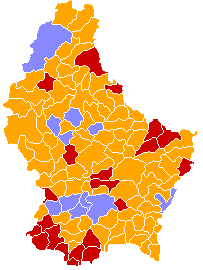
El CSV (naranja) ganó en gran parte del país, mientras que el LSAP (rojo) ganó en las principales ciudades de las Tierras Rojas y el DP (azul claro) ganó en la Ciudad de Luxemburgo y en sus suburbios occidentales.

### Resultados por localidad
El CSV ganó pluralidades en tres de las cuatro circunscripciones, seguido del LSAP en la circunscripción Sud, en donde este último posee su principal bastión.  El voto del CSV fue extraordinariamente uniforme en todo el país, mientras que los otros dos principales partidos tuvieron grandes variaciones (particularmente en la circunscripción Sud).  Los Verdes y el ADR obtuvieron una cantidad desproporcionada de votos en las regiones norte y centro-este respectivamente.
| Circunscripciones | CSV   | LSAP  | DP    | Verdes | ADR   | KPL  | Otro |
| ----------------- | ----- | ----- | ----- | ------ | ----- | ---- | ---- |
| Centro            | 29.2% | 18.9% | 27.1% | 10.7%  | 7.8%  | 1.1% | 5.2% |
| Est               | 32.6% | 23.1% | 21.3% | 9.1%   | 11.4% | 0.6% | 2.1% |
| Nord              | 33.2% | 19.1% | 22.8% | 8.4%   | 13.9% | 0.8% | 1.8% |
| Sud               | 29.3% | 33.5% | 11.6% | 10.2%  | 7.1%  | 2.8% | 5.6% |

El CSV ganó pluralidades a través de gran parte del país, ganando más votos que cualquier otro partido en las entonces 86 de las 118 comunas  del país. El LSAP ganó pluralidades en 21 comunas, principalmente en las Tierras Rojas en el sur.  El DP ganó 12 comunas, particularmente en su bastió en la Ciudad de Luxemburgo y en las comunas circundantes.